# 紳士は金髪がお好き
『紳士は金髪がお好き』（しんしは きんぱつ/ブロンドが おすき、Gentlemen Prefer Blondes）は、1953年にアメリカで公開されたミュージカル・コメディ映画。アニタ・ルースによる1925年出版の同名小説を原作とした1949年初演の同名ブロードウェイ・ミュージカルを映画化した作品である。原作小説発表から翌年には戯曲化され、1928年にはルース・テイラー、アリス・ホワイト、フォード・スターリング主演で同名のサイレント映画が制作されている。またルースは続編に『されど紳士はブルネットと結婚する』という題名の小説を1927年に著しており、こちらは1953年版『紳士は金髪がお好き』の続編として1955年に同名映画がジェーン・ラッセル、ジーン・クレイン主演で映画化されている。
作品中に著作権表示があるものの、リニュー（著作権更新手続き）が事務的な理由から行われず、その結果作品公開当時のアメリカ著作権法によって権利放棄とみなされ、現在アメリカにおいてはパブリックドメイン扱いとなっている珍しい作品。このため、ウィキメディア・コモンズに数多くのスクリーンショットがアップロードされている。映画の一場面が、マドンナの「マテリアル・ガール」のミュージック・ビデオでオマージュされている。

## ストーリー

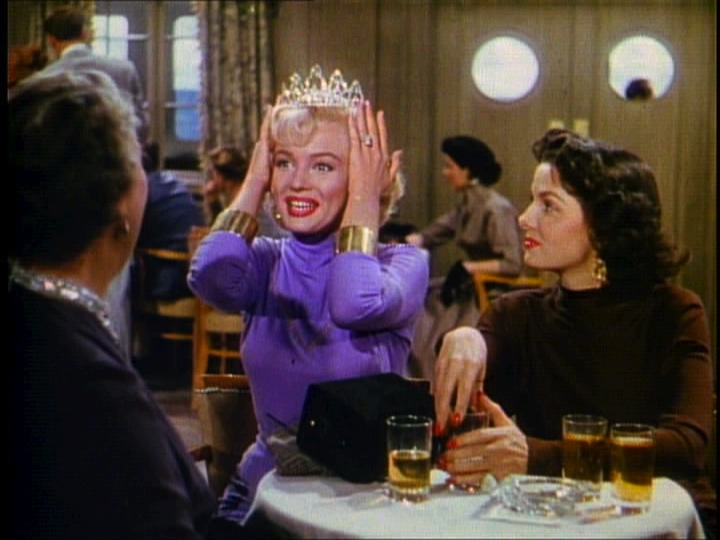
ビークマン卿夫人におねだりして高価な髪飾り（ティアラ）を頭に乗せるローレライ。

ニューヨークで舞台に立つショー・ガールのローレライ（マリリン・モンロー）は、ダイヤモンドや『お金持ち』に目がない金髪美人。富豪の御曹司ガスは、ローレライに魅了され、パリで結婚式を挙げるために豪華客船を予約した。しかし、ガスの父親は結婚に大反対。ガスは船に乗れなくなってしまった。ローレライはガスの代わりに、ショーの相棒で幼なじみの親友ドロシー(ジェーン・ラッセル）とパリに行くことに。ドロシーはしっかり者だが惚れっぽく、お金が無くても『いい男』であることが大事な黒髪の美人だった。
船が出港すると、さっそくドロシー用の資産家の乗客を物色するローレライ。ドロシーはハンサムだが裕福ではなさそうなマローンと意気投合。しかし、実はマローンはガスの父親が雇った私立探偵だった。
ダイヤモンド鉱山の所有者ビークマン卿の夫人は、豪華なダイヤのティアラが自慢だった。そのティアラに目がくらみ、ビークマン卿に接近するローレライ。ローレライとビークマン卿の関係はスキャンダルになりかけたが、ドロシーの協力もあって何とか無事に収まった。解決のお礼として、渋るビークマン卿からティアラをもらうローレライ。
ビークマン夫人は、ティアラをローレライに盗まれたと大騒ぎ。ティアラを返そうにも、なぜかティアラはなくなっていた。ドロシーは問題解決のための時間稼ぎに、金髪のかつらを被ってローレライになりすまし、裁判に出廷した。
ティアラは無事に発見され、偽物のローレライ（ドロシー）は無罪放免となった。ガスの父親も、本物のローレライと知り合うと、彼女のファンになってしまった。こうしてローレライは『お金持ち』のガスと、ドロシーは『いい男』のマローンと、望み通りの結婚式を挙げるのだった。

## キャスト
| 役名                               | 俳優                   | 日本語吹替                    | 日本語吹替                           | 日本語吹替                                                                                |
| 役名                               | 俳優                   | NETテレビ版                   | フジテレビ版 （追録部分）            | PDDVD版                                                                                   |
| ---------------------------------- | ---------------------- | ----------------------------- | ------------------------------------ | ----------------------------------------------------------------------------------------- |
| ローレライ・リー                   | マリリン・モンロー     | 向井真理子                    | 向井真理子                           | 白土麻子                                                                                  |
| ドロシー・ショー                   | ジェーン・ラッセル     | 沢たまき                      | 来宮良子 （塩田朋子）                | ひなたたまり                                                                              |
| ガス・エズモンド・ジュニア         | トミー・ヌーナン       | 石川進                        | 広川太一郎                           | 岩﨑洋介                                                                                  |
| アーニー・マローン                 | エリオット・リード     | 鈴木やすし                    | 日高晤郎 （多田野曜平）              |                                                                                           |
| フランシス（ピギー）・ビークマン卿 | チャールズ・コバーン   |                               | 高木均 （中庸助）                    | 菅野裕士                                                                                  |
| ビークマン夫人                     | ノーマ・ヴァーデン     |                               | 島木綿子 （小野洋子）                | 阿南智子                                                                                  |
| エズモンド・シニア                 | テイラー・ホームズ     |                               | 杉田俊也                             | 矢嶋俊作                                                                                  |
| プリチャード                       | アレックス・フレイザー |                               | 清川元夢                             |                                                                                           |
| ヘンリー・スポフォード三世         | ジョージ・ウィンスロウ |                               | 東美江                               | 渡辺つばさ                                                                                |
| 判事                               | マルセル・ダリオ       |                               | 緑川稔                               |                                                                                           |
| グロティエ                         | アンリ・レトンダル     |                               | 藤本譲                               |                                                                                           |
| ホテル支配人                       | スティーヴン・ジレー   |                               | 上田敏也                             |                                                                                           |
| 警察官                             | ジャン・ド・ブリアック |                               | 仲木隆司                             |                                                                                           |
| ピエール（タクシー運転手）         | ジョージ・デイヴィス   |                               | 加藤正之                             |                                                                                           |
| 警察官                             | ジョージ・ディー       |                               | 石森達幸                             |                                                                                           |
| 不明 その他                        | N/A                    |                               | 横井光夫 原浩                        | 瀬水暁 枝木勇介 山口佳剛 小倉直寛 合田慎二郎 永美新太 安芸此葉 南武真太郎 仲台吉一 平林正 |
| 日本語版スタッフ                   |                        |                               |                                      |                                                                                           |
| 演出                               | 演出                   |                               | 春日正伸                             | 椿淳                                                                                      |
| 翻訳                               | 翻訳                   |                               | 飯嶋永昭                             |                                                                                           |
| 効果                               | 効果                   |                               | 赤塚不二夫                           | 小川高松 恵比須弘和                                                                       |
| 調整                               | 調整                   |                               | 山田太平                             | 恵比須弘和                                                                                |
| 制作                               | 制作                   |                               | 東北新社                             | 高砂商事                                                                                  |
| 解説                               | 解説                   | 淀川長治                      | 高島忠夫                             | N/A                                                                                       |
| 初回放送                           | 初回放送               | 1968年3月3日 『日曜洋画劇場』 | 1974年5月10日 『ゴールデン洋画劇場』 | N/A                                                                                       |

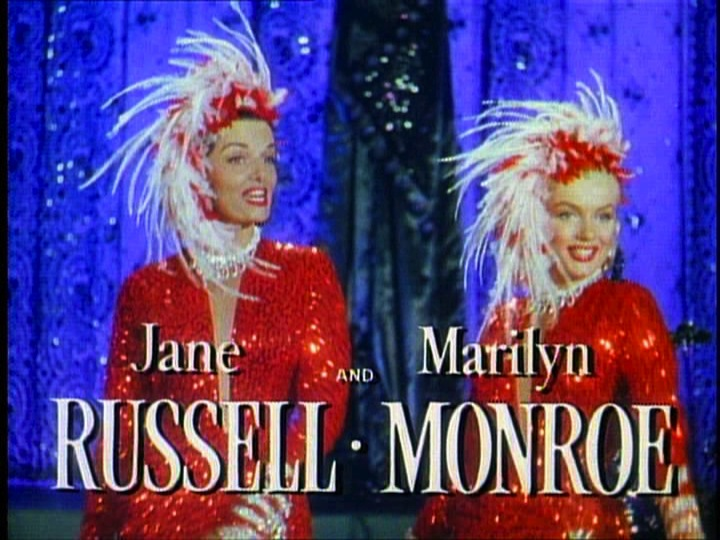
ジェーン·ラッセルとマリリン·モンロー

※2015年発売の『吹替の名盤』シリーズ ＜テレビ吹替音声収録＞HDリマスター版DVDにフジテレビ版が再放送時の短縮版で収録（約72分）
※2017年1月16日にWOWOWでフジテレビ版に追加録音した「吹替補完版」が放送

## トリビア
20世紀フォックスはベティ・グレイブルを主演とするつもりで映画化権を買ったが、マリリン・モンロー主演の『ナイアガラ』が成功したことで、グレイブルよりギャラの安いモンローを起用することにした。当時のギャラは、グレイブルが映画1本あたり$150,000だったのに対し、モンローは$18,000だった。撮影は1952年11月17日から1953年1月22日まで行なわれ、更に1953年2月に追加撮影が行なわれた。
ジェーン・ラッセルが「Ain't There Anyone Here for Love?」の終盤でプールに落ちたのはアクシデントであり、意図したものではなかった。
無名時代のジョージ・チャキリスとハリー・ケリー・ジュニアが端役で出演している。
アニタ・ルースの原作小説は、1928年にもサイレント映画として映像化されているが、フィルムは現存していない。
日本では舞台版が1996年11月に上演された。
DVDに収録されている特典映像や予告編では撮影したもののカットされたシーン、入れ替えになった場面などが、ダンスシーンを中心に一部見ることができる。

## 『ダイアモンドは女の親友』

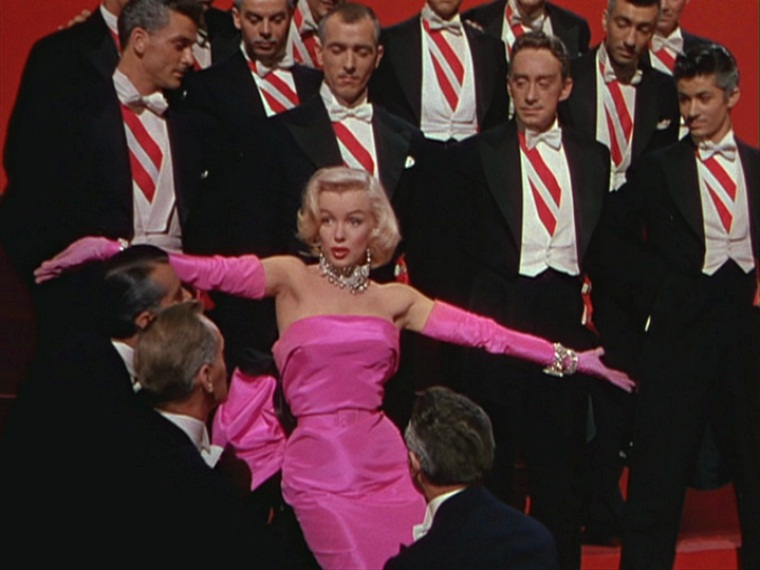
『ダイアモンドは女の親友』を歌唱するローレライ（マリリン・モンロー）。この場面は多くのオマージュを産んだ。

『ダイアモンドは女の親友』は本作で使用されている楽曲で最も有名なものの一つである。ピンクのドレスを着たモンロー演じるローレライが、真紅のステージで燕尾服に盛装した多数の紳士らに取り囲まれ、傅かれ、愛の象徴であるハートのプレートを示され、最後に宝石を差し出されるなか、場所がパリに因み『ラ・マルセイエーズ』の冒頭のフレーズで「フランス人は愛のために戦うという。愛のために死ぬのに喜びを見出すのね…でも私は宝石をくれる生きた男が好きなの」と歌いだし「キスは素晴らしいけれど、家賃や食費にならないわね…女が年をとれば男たちは見限るけれど、ダイアモンドはずっとそばにいてくれる…ダイアモンドは女の親友よ」などと高らかに歌い上げ、愛より富を欲することを宣言する。
ジュール・スタイン作詞、レオ・ロビン作曲の本楽曲は1949年のミュージカルでローレライを演じたキャロル・チャニングが歌唱したのが初演である。しかし現在では映画での印象的な場面を通してマリリン・モンローの歌として知られている。
この場面は、本作を象徴する場面であり本作を紹介する際にはしばしば取り上げられる。また、前述のようにマドンナの『マテリアル・ガール』のミュージックビデオにもオマージュされたほか、2001年の映画『ムーランルージュ』ではニコール・キッドマン演じるヒロインが歌詞の一部を変えて歌唱している。またミュージカルナンバーとしてカイリー・ミノーグ、ニコール・シャージンガーの女性歌手やテレビドラマ『glee/グリー』の作中などに多数カバーされているが、コンサートなどでの演出ではピンクのドレスに身を包み男たちを従えて歌うという本作の場面のオマージュがなされることが多い。
モンローはほとんどの映画で自分で歌唱していたが、本作においては歌詞のない冒頭の高音部分のフレーズはマーニ・ニクソンが担当した。

本楽曲はアメリカン・フィルム・インスティチュートで「映画史上の12大映画楽曲」にリストアップされている。